# Tsubame-Klasse
Die Tsubame-Klasse (japanisch 燕型敷設艇 Tsubame-gata Fusetsutei) war eine Klasse von zwei kleinen Minenlegern/Netzlegern der Kaiserlich Japanischen Marine, die im Zweiten Weltkrieg zum Einsatz kamen.

## Allgemeines
Die beiden Einheiten der Tsubame-Klasse wurden im Rahmen des Haushaltsplanes des Jahres 1923 bewilligt und waren für den Einsatz im Küstenvorfeld und zum Schutz der eigenen Häfen gedacht.

## Einheiten
| Name         | Bauwerft                | Kiellegung         | Stapellauf     | Indienststellung | Verbleib                                                                                      |
| ------------ | ----------------------- | ------------------ | -------------- | ---------------- | --------------------------------------------------------------------------------------------- |
| Tsubame (燕) | Mitsubishi, Yokohama    | 17. September 1928 | 24. April 1929 | 10. Juli 1929    | versenkt am 1. März 1945 durch amerik. Luftangriff bei Ishigaki-jima                          |
| Kamome (鷗)  | Osaka-Eisenwerke, Osaka | 11. Oktober 1928   | 27. April 1929 | 30. August 1929  | versenkt am 27. April 1944 durch amerik. U-Boot USS Halibut nördlich von Naha (Okinawa Hontō) |

## Technische Beschreibung

### Rumpf
Der Rumpf der Boote der Tsubame-Klasse, unterteilt in wasserdichte Abteilungen, war 65,26 Meter lang, 7,22 Meter breit und hatte bei einer Einsatzverdrängung von 566 Tonnen einen Tiefgang von 1,86 Metern.

### Antrieb
Der Antrieb erfolgte durch zwei mischbefeuerte Dampferzeuger – Kampon–Kessel – und zwei Dreifach-Expansionsdampfmaschinen mit denen eine Gesamtleistung von 2500 PS (1839 kW) erreicht wurde. Die erzeugte Leistung wurde an zwei Antriebswellen mit je einer Schraube abgegeben. Die Höchstgeschwindigkeit betrug 19 Knoten (35 km/h) und die maximale Fahrstrecke 2500 Seemeilen (4630 km) bei 10 Knoten, wofür 45 Tonnen Kohle und 35 Tonnen Schweröl gebunkert werden konnten.

### Bewaffnung
Die flugabwehrfähige Bewaffnung bestand aus einem 7,62-cm-Geschütze Typ 3 und zwei 13,2-mm-Maschinengewehre Typ 93 in Doppellafette. Des Weiteren konnten bis zu 120 Seeminen oder 80 Seeminen und 3 Sperrnetze mitgeführt werden.